# Roberto Clemente Stadium
Roberto Clemente Stadium, Estadio Roberto Clemente – stadion wielofunkcyjny w Carolinie w Portoryko, na którym odbywają się głównie mecze baseballowe; w roli gospodarza występuje na nim zespół Gigantes de Carolina, grający w zawodowej lidze Liga de Béisbol Profesional Roberto Clemente. Nazwany na cześć zmarłego tragicznie w 1972 roku portorykańskiego baseballisty Roberto Clemente, który przez osiemnaście sezonów był zawodnikiem Pittsburgh Pirates. 
Obiekt został otwarty przed rozpoczęciem sezonu 2000, może pomieścić 12 500 widzów. Od 2008 korzysta z niego również klub piłkarski Gigantes de Carolina.